# Dynasty Tour
Dynasty Tour fue una gira de conciertos de la banda de rock estadounidense Kiss. Fue su primera gira desde Alive II, la cual finalizó el 2 de abril de 1978 en suelo japonés.

## Generalidades
Dynasty Tour, también conocida como "The Return of Kiss", fue la primera gira en la que se presentó el famoso truco de vuelo de Gene Simmons, en el que el bajista se elevaba hacia una plataforma ayudado de cables. También fue la primera en incorporar la "guitarra encendida" de Ace Frehley, otro truco que se haría muy famoso en las giras posteriores de la banda. John Elder Robison, quien sirvió como técnico de la banda a finales de la década de 1970, documentó en su libro Look Me in the Eye lo mucho que tardó en crear los elaborados efectos para la gira. Se diseñó un truco para Paul Stanley que incluía ponerse unos auriculares y disparar un láser por su ojo izquierdo simulando el efecto visto en la película Kiss Meets the Phantom of the Park el año anterior. Después de varios intentos, tanto Stanley como el mánager Bill Aucoin descartaron la idea, citando el peligro que implicaba.
Fue la última gira de la banda con el baterista Peter Criss como miembro oficial hasta 1996, año en que empezó a concretarse la reunión de músicos originales. Esta gira también es famosa por ser la única que incluye canciones de los álbumes solistas de los cuatro miembros. Simmons tocó "Radioactive", Criss tocó "Tossin' and Turnin'", Frehley tocó "New York Groove" y Stanley tocó "Move On". Frehley declaró en varias entrevistas que Kiss se estaba convirtiendo en una banda orientada a la juventud, ya que los chicos se presentaban disfrazados y maquillados para sus actuaciones junto con sus padres. Como resultado, muchos fanáticos de mayor edad se sintieron alienados.

## Setlist
1. "King Of The Night Time World"
2. "Let Me Go, Rock & Roll"
3. "Move On"
4. "Calling Dr Love"
5. "Firehouse"
6. "New York Groove"
7. "I Was Made For Loving You"
8. "Christine Sixteen"
9. "2000 Man"
10. "God Of Thunder"
11. "Shout it out Loud"
12. "Black Diamond"
13. "Detroit Rock City"
14. "Beth"
15. "Rock And Roll All Nite"

Canciones interpretadas ocasionalmente:
1. "Radioactive" en lugar de "Let me go, Rock & Roll"
2. "Tossin And Turnin" en lugar de "Christine Sixteen"
3. "Love Gun"

## Fechas
- 15.06.79, Lakeland, FL, EE. UU., Lakeland Civic Center
- 17.06.79, Pembroke Pines, FL, EE. UU., Sportatorium
- 19.06.79, Savannah, GA, EE. UU., Civic Center
- 22.06.79, Columbia, SC, EE. UU., Carolina Coliseum
- 24.06.79, Charlotte, NC, EE. UU., Coliseum
- 26.06.79, Greenville, NC, EE. UU., Memorial Auditorium
- 28.06.79, Asheville, NC, EE. UU., Civic Center
- 30.06.79, Atlanta, GA, EE. UU., The Omni
- 03.07.79, Greensboro, NC, EE. UU., Coliseum
- 05.07.79, Hampton, VA, EE. UU., Coliseum
- 07.07.79, Largo, MD, EE. UU., Capital Center
- 08.07.79, Largo, MD, EE. UU., Capital Center
- 10.07.79, Roanoke, VA, EE. UU., Roanoke Civic Center
- 13.07.79, Detroit, MI, EE. UU., Pontiac Silverdome
- 16.07.79, Lexington, KY, EE. UU., Rupp Arena
- 18.07.79, Cleveland, OH, EE. UU., Richfield Coliseum
- 19.07.79, Cleveland, OH, EE. UU., Richfield Coliseum
- 21.07.79, Pittsburgh, PA, EE. UU., Civic Arena
- 24.07.79, New York, NY, EE. UU., Madison Square Garden
- 25.07.79, New York, NY, EE. UU., Madison Square Garden
- 28.07.79, Portland, ME, EE. UU., Cumberland County Civic Center
- 31.07.79, Providence, RI, EE. UU., Civic Center
- 01.08.79, Providence, RI, EE. UU., Civic Center
- 04.08.79, Toronto, ON, Canadá, Maple Leaf Gardens
- 06.08.79, Montreal, QU, Canadá, Montreal Forum
- 08.08.79, Buffalo, NY, EE. UU., Memorial Auditorium
- 10.08.79, Indianapolis, IN, EE. UU., Market Square Arena
- 12.08.79, Memphis, TN, EE. UU., Mid-South Coliseum
- 14.08.79, Nashville, TN, EE. UU., Municipal Auditorium
- 16.08.79, Birmingham, AL, EE. UU., Jefferson Civic Center
- 18.08.79, Baton Rouge, LA, EE. UU., Centroplex
- 20.08.79, Mobile, AL, EE. UU., Municipal Auditorium
- 01.09.79, Uniondale, NY, EE. UU., Nassau Coliseum
- 03.09.79, New Haven, CT, EE. UU., Veterans Memorial Coliseum
- 05.09.79, Springfield, MA, EE. UU., Civic Center
- 07.09.79, Philadelphia, PA, EE. UU., The Spectrum
- 10.09.79, Huntington, WV, EE. UU., Civic Center
- 12.09.79, Knoxville, TN, EE. UU., Civic Coliseum
- 14.09.79, Cincinnati, OH, EE. UU., Riverfront Coliseum
- 16.09.79, Louisville, KY, EE. UU., Freedom Hall
- 18.09.79, Fort Wayne, IN, EE. UU., Memorial Coliseum
- 20.09.79, Evansville, IN, EE. UU., Roberts Stadium
- 22.09.79, Chicago, IL, EE. UU., Amphitheatre
- 24.09.79, Milwaukee, WI, EE. UU., Arena
- 26.09.79, Madison, WI, EE. UU., Coliseum
- 28.09.79, Bloomington, MN, EE. UU., Sports Center
- 30.09.79, Kansas City, MO, EE. UU., Municipal Auditorium
- 02.10.79, St.Louis, MO, EE. UU., The Checkerdome
- 04.10.79, Des Moines, IA, EE. UU., Vets Auditorium
- 06.10.79, Duluth, MN, EE. UU., Duluth Arena
- 08.10.79, Omaha, NE, EE. UU., Civic Auditorium
- 10.10.79, Cedar Rapids, IO, EE. UU., Five Seasons Center
- 12.10.79, Wichita, KS, EE. UU., Britt Brown Arena
- 14.10.79, Pine Bluff, AR, EE. UU., Convention Center
- 17.10.79, Norman, OK, EE. UU., Lloyd Noble Center
- 19.10.79, San Antonio, TX, EE. UU., Convention Center Arena
- 21.10.79, Houston, TX, EE. UU., The Summit
- 23.10.79, Ft. Worth, TX, EE. UU., Tarrant County Convention Center Arena
- 27.10.79, Abeline, TX, EE. UU., Taylor Coliseum
- 29.10.79, Tulsa, OK, EE. UU., Tulsa Assembly Center
- 31.10.79, Lubbock, TX, EE. UU., Municipal Coliseum
- 02.11.79, Midland, TX, EE. UU., Al G. Langford Chaparral Center
- 04.11.79, Denver, CO, EE. UU., McNichols Arena
- 06.11.79, Anahaim, CA, EE. UU., Convention Center
- 07.11.79, Los Angeles, CA, EE. UU., The Forum
- 10.11.79, Phoenix, AZ, EE. UU., Veteran's Memorial Coliseum
- 19.11.79, Vancouver, BC, Canadá, Pacific Coliseum
- 21.11.79, Seattle, WA, EE. UU., Coliseum
- 25.11.79, San Francisco, CA, EE. UU., Cow Palace
- 27.11.79, Fresno, CA, EE. UU., Sellano Arena
- 29.11.79, San Diego, CA, EE. UU., Sports Arena
- 01.12.79, Albuquerque, NM, EE. UU., Tingley Coliseum
- 03.12.79, Amarillo, TX, EE. UU., Civic Center
- 06.12.79, Lake Charles; LA, EE. UU., Benton Memorial Coliseum
- 08.12.79, Shreveport, LA, EE. UU., Hirsch Coliseum
- 10.12.79, Jackson, MS, EE. UU., Jackson Coliseum
- 12.12.79, Biloxi, MS, EE. UU., Mississippi Gulf Coast Coliseum
- 14.12.79, Huntsville, AL, EE. UU., Von Braun Civic Center Arena
- 16.12.79, Toledo, OH, EE. UU., Sports Arena (Último show con Peter Criss hasta la reunión)[5]